# Черемисов Володимир Андрійович
Володимир Андрійович Череми́сов (9 (21) травня 1871 — після 1937) — російський воєначальник, генерал від інфантерії.

## Біографія
З дворян Бакинської губернії.
- 1891 — Закінчив військово-училищні курси Московського піхотного юнкерського училища. Випущений в 12-ту артилерійську бригаду.
- 1899 — Закінчив Миколаївську Академію Генерального штабу.
- 15 лютого 1900 — Старший ад'ютант 2-й козачої зведеної дивізії.
- 27 березня 1901 — Старший ад'ютант штабу X армійського корпусу.
- 26 квітня 1903 — Обер-офіцер для особливих доручень при штабі IX армійського корпусу.
- 2 листопада 1903 — Помічник старшого ад'ютанта штабу Київського військового округу.
- 7 березня 1904 — прикомандирований до Київського військового училища для викладання військових наук.
- 18 вересня 1908 — Начальник штабу 7-ї кавалерійської дивізії.
- 8 жовтня 1911 — Штатний викладач військових наук Миколаївської військової академії.

## Перша світова війна
- Серпень 1914 — Командир Серпуховського 120-го піхотного полку 30-ї піхотної дивізії.
- Серпень-вересень 1914 — Брав участь в боях у Східній Пруссії.
- Жовтень 1914 — Брав участь у боях під Варшавою, за бойові заслуги нагороджений орденом Св. Георгія IV ступеня та Георгіївською зброєю.
- 8 квітня 1915 — в. о. генерал-квартирмейстера штабу 12-ї армії.
- 6 лютого 1916 — Командир бригади 32-ї піхотної дивізії.
- 12 липня 1916 — Генерал для доручень при командувачу 7-ю армією.
- 31 березня 1917 — Начальник 159-ї піхотної дивізії.
- 12 квітня 1917 — Командувач XII армійським корпусом у складі 12-ї і 19-ї піхотних дивізій.
- Червень 1917 — Брав участь в червневому наступі у складі 8-ї армії генерала Л. Г. Корнілова. XII АК завдавав головного удару на Галич та Калуш, для чого був посилений до 6 дивізій (11-та, 19-та, 56-та, 117-та, 164-та піхотні і 1-ша Заамурська прикордонна піхотна дивізії).
  - 25 червня — Корпус перейшов у наступ, прорвав позиції противника на всьому фронті 3-ї австро-угорської армії від Ямниці до Загрозді, розбив XXVI австро-угорський корпус і зайняв долину Бистриці.
  - 26 червня — Корпус завдав поразки XIII австро-угорському корпусу.
  - 27 червня — За підтримки XXXIII АК зайняв Галич.
  - 28 червня — За підтримки XXXIII АК зайняв Калуш.
- 7 липня 1917 — прийняв від генерала Корнілова 8-му армію.
- Липень 1917 — залишив Галич та Калуш, передав лівофлангові корпуси 1-й армії генерала Г. М. Ванновського.
- 10 липня 1917 — У результаті наступу німецької Південної армії залишив Станиславів і продовжив відхід із Лімниці.
- 14 липня 1917 — Здав Городенку.
- 15 липня 1917 — Після запеклих боїв XII і III Кавказький АК відійшли на лівий берег Збруча.
- 16 липня 1917 — XII і III Кавказький АК стримали наступ XXV і XXVII німецьких резервних корпусів.
- 18 липня 1917 — Наказом А. Ф. Керенського призначений головнокомандуючим арміями Південно-Західного фронту, але не вступив в командування, оскільки призначенню чинив опір Корнілов.
- 23 липня 1917 — Перейшов у наступ, потіснивши XXV і XXVII німецькі резервні корпуси біля Скалата й Вигоди.
- 25 липня 1917 — Здав фронт генералу П. С. Балуєву.
- 2 серпня 1917 — Переведений в розпорядження Тимчасового уряду.
- 11 серпня 1917 — Генерал від інфантерії. Командувач 9-ю армією (X, XVIII, XXVI, XXIX і XL армійські корпуси).
- 9 вересня 1917 — Головнокомандувач арміями Північного фронту. Таємно субсидував більшовицьку газету «Наш путь», відкрито не підпорядковувався Керенському, заборонив відправку військ з фронту в Петроград для придушення жовтневого перевороту.

Стало відомо про рух генерала Краснова з 3-м корпусом на Петербург, за ним повинні були рухатися ще війська. Але вже через день заговорили про «зраду генерала Черемисова». У штабі головнокомандувача Північним фронтом вже велася негідна гра. Генерал Черемисов досить прозоро давав оточуючим зрозуміти, що в найближчі дні він готується стати верховним головнокомандувачем. Викликані в Петербург урядом ешелони були затримані генералом Черемисовим у дорозі; козаки Уссурійці стали брататися з більшовиками. Ще раз у верхах армії з'явилася розгубленість, нерішучість, зрада і боягузливість (Петро Врангель, «Записки»).

Незабаром за моїм викликом з'явився сам головнокомандувач. Відбулась дуже важка розмова. Генерал не приховував, що в його наміри зовсім не входить в чому-небудь пов'язувати своє майбутнє з долею «приреченого» уряду. Крім того, він намагався довести, що в його розпорядженні немає жодних військ, які він би міг вислати з фронту, і заявив, що не може ручатися за мою особисту безпеку в Пскові. Тут же Черемисов повідомив, що він уже скасував свій наказ, раніше даний відповідно за моєю вимогою з Петербурга, про посилку військ, в тому числі і 3-го кінного корпусу. — "Ви бачили ген. Краснова, він поділяє вашу думку? "- Запитав я. — "Ген. Краснов з хвилини на хвилину приїде до мене з Острова ". — «В такому випадку, генерале, негайно направте його до мене». — «Слухаю». 

Генерал пішов, сказавши, що йде прямо на засідання військово-революційного комітету, там остаточно з'ясує настрій місцевих військ і повернеться до мене доповісти. Огидне враження залишилося в мене від побачення з цією розумною, здібною, дуже честолюбною людиною, але яка зовсім забула про свій обов'язок . Значно пізніше я дізнався, що, на виході від мене, генерал не тільки пішов на засідання військово-революційного комітету. Він намагався ще по прямому проводу умовити командувача Західним фронтом ген. Балуєва не надавати допомоги уряду (A. Ф. Керенський).

До жовтневого виступу більшовиків Керенський майже не мав військ, вірних Тимчасовому Уряду. Генерал Черемисов відкрито перейшов до більшовиків (С. П. Полонський, передмова до книги П. Н Краснова "Тихі подвижники ").

- 14 листопада 1917 — Відсторонено від командування і за наказом Н. В. Криленка заарештований.

Після звільнення виїхав в Київ, а потім емігрував в Данію. З 1930-х років жив у Франції.
 Під час обіду прибув новопризначений командувачем армією, герой Галича, генерал Черемисов. Маленький, худенький, з бігаючими чорними очима і приємним, дещо вкрадливим голосом генерал Черемисов справив на мене враження жвавої, недурної людини (Петро Врангель, «Записки»).

## Твори
- Основи сучасного військового мистецтва (СПБ, 1909).
- Російсько-японська війна 1904—1905 рр. (СПБ, 1909).
- Основи німецької тактики (СПБ, 1914)
- Прикладна тактика (СПБ, 1913—1914).